# Ariano nel Polesine
Ariano nel Polesine là một đô thị ở tỉnh Rovigo ở vùng Veneto của Ý, có khoảng cách khoảng 60 km về phía tây nam của Venezia và khoảng 30 km về phía đông nam của Rovigo. Tại thời điểm ngày 31 tháng 12 năm 2004, đô thị này có dân số 4.870 người và diện tích là 81 km².
Đô thị Ariano nel Polesine có các frazioni (các đơn vị cấp dưới, chủ yếu là các làng) Bacucco, Crociara, Gorino Veneto, Grillara, Magazzini, Piano, Rivà, San Basilio, và Santamaria in Punta.
Ariano nel Polesine giáp các đô thị: Berra, Corbola, Goro, Mesola, Papozze, Porto Tolle, Taglio di Po.